# XXIe siècle en musique classique
| \| • Retour à la chronologie générale de la musique classique • \| |
| Grèce • Rome • Haut Moyen Âge • VIIIe siècle • IXe siècle • Xe siècle • XIe siècle XIIe siècle • XIIIe siècle • XIVe siècle • XVe siècle • XVIe siècle • XVIIe siècle XVIIIe siècle • XIXe siècle • XXe siècle • XXIe siècle |
| • Retour à la chronologie générale de la musique classique • |

| Années en musique classique : 1997 - 1998 - 1999 - 2000 - 2001 - 2002 - 2003    |
| Décennies en musique classique : 1970 - 1980 - 1990 - 2000 - 2010 - 2020 - 2030 |

## Événements
- 2012 : Written on Skin, opéra de George Benjamin

## Décès des compositeurs
- 2001 : Iannis Xenakis, (* 1922)
- 2001 : Giuseppe Sinopoli (* 1946)
- 2002 : Jean Yves Daniel-Lesur, (* 1908)
- 2002 : Bertold Hummel, (* 1925)
- 2002 : Earle Brown, (* 1926)
- 2003 : Goffredo Petrassi, (* 1904)
- 2003 : Manuel Rosenthal, (* 1904)
- 2003 : Robert Palmer, (* 1915)
- 2003 : Luciano Berio, (* 1925)
- 2004 : Joaquín Nin-Culmell, (* 1908)
- 2004 : Claude Ballif, (* 1924)
- 2005 : David Diamond, (° 1915)
- 2005 : George Rochberg, (° 1918)
- 2005 : Yoshihisa Taira (* 1938)
- 2006 : Erik Bergman, (° 1911)
- 2006 : Malcolm Arnold, (* 1921)
- 2006 : György Ligeti, (* 1923)
- 2006 : Clermont Pépin, (* 1926)
- 2007 : Gian Carlo Menotti, (* 1911)
- 2007 : Karlheinz Stockhausen, (* 1928)
- 2007 : Petr Eben, (* 1929)
- 2008 : Josef Tal, (° 1910)
- 2008 : Henry Brant, (° 1913)
- 2008 : Giuseppe Di Stefano (* 1921)
- 2008 : Pierre Sancan, (* 1916)
- 2008 : Serge Nigg, (* 1924)
- 2009 : Leon Kirchner, (° 1919)
- 2009 : Maurice Jarre, (* 1924)
- 2010 : Henryk Górecki (* 1933)
- 2012 : Hans Werner Henze (* 1926)
- 2012 : Elliott Carter (* 1908)
- 2013 : Henri Dutilleux (° 1916)
- 2016 : Pierre Boulez (* 1925)
- 2018 : Pierre Pincemaille (* 1956)